# Hashtag

Příklad hashtagu

Hashtag ([hešteg]) je slovo nebo fráze označená znakem „#“ (tzv. mřížka, plůtek či hash). Význam slova označeného tímto symbolem je dnes chápán jako forma klíčového slova. Nejčastěji je využíván v informačních systémech k „jednoznačnému“ označení článků, dokumentů nebo jejich částí, popřípadě klíčových či podstatných slov. Krátké příspěvky na mikroblozích nebo na sociálních sítích mohou být označeny umístěním „#“ před významná slova, příklad:
„Wikipedie je společnými silami upravovaná otevřená internetová #encyklopedie.“

## Začátky
Jako prapůvod hashtagu lze považovat označení řádku s komentářem, poznámkou nebo specifikací v programování, konkrétně ve skriptovacích jazycích pro Unix, například Shell. Pravděpodobně odtud se inspirovali členové komunity kolem IRC sítí a přijali dohodu o přidání symbolu „#“ na začátek slova označujícího kanál, skupinu nebo téma.[zdroj⁠?!] Tím vznikl hashtag jako takový.[zdroj⁠?!] Aby dali smysl nesetříděnému proudu zpráv kolujících sociálními sítěmi, inspirovali se od této komunity uživatelé Twitteru a začali „#“ přidávat ke slovům značícím předměty zájmu.[zdroj⁠?!] Na začátku srpna roku 2007 Chris Messina navrhl užívat v tweetech symbol „#“ pro označení skupin nebo komunit, značek a témat. Chvíli po svém představení se hashtagy staly neodmyslitelnou součástí světa Twitteru. Hashtagy mohou uspořádat ohromné množství dat procházejících skrz kanál, čímž slouží k lepšímu indexování obsahu, poskytnutému uživateli, a vyhledávání v různých tématech. Jsou proto praktickým řešením problému, jak třídit data v neorganizovaných a roztříštěných proudech informací. Vytváří z nich vlákna konverzací a budují komunity okolo jednotlivých zájmů.
Nevýhodou hashtagů je, že netvoří strukturovaný systém – mezi jednotlivými hashtagy neexistuje žádný vzájemný vztah příbuznosti, nadřazenosti, synonymity atd. Pro sofistikovanější filtrování však lze využívat společný výskyt (koincidenci) hashtagů, popřípadě lze jednotlivé hashtagy propojit s jiným, strukturovaným systémem pojmů či hesel, například tezaurem nebo jiným kategorizačním systémem.

## Hashtag na sociálních sítích
V dnešní době se hashtag stal neodmyslitelnou součástí mnoha sociálních sítí. Jako označení klíčového slova se dnes používá na více než 20 celosvětových sociálních sítích. Mezi nejznámější patří například Twitter, Facebook, Flickr, Identi.ca, Instagram, Kickstarter, LinkedIn, Orkut, Pinterest, Tumblr, Vkontakte.ru nebo YouTube.

### Přínos hashtagů
Hashtagy se dají využít nejen pro zábavu a komunikaci, ale slouží také jako nástroj k shromáždění informací ohledně různých krizí a katastrof, které postihují náš svět. Zde je několik nejznámějších:

#### #sandiegofire
Hashtagy se staly velmi populárními během lesního požáru v San Diegu v roce 2007 kdy Nate Ritter použil hashtag „#sandiegofire“, ve kterém oznamoval aktualizace související s neštěstím.

#### #iranelection
Íránské volby jsou hodnoceny jako číslo jedna v trendy tématech pro rok 2009 označené hashtagem #iranelection, jak uživatelé z celého světa měnili svůj místní status na Teherán (aby tak zmátli Íránskou tajnou policii) a novinky z protestů byly posílány na Twitter, což jim dávalo důležitost, která do té doby byla popírána.
Během povolební krize v Íránu, obyvatelé žijící v Íránu, členové diaspory a komunita Twitteru začali používat hashtag #iranelection ke sdílení novinek a informací o tom, co se děje v ulicích Íránu. Během toho vznikly sporné debaty o využití twitteru v aktuální koordinaci protestů. Je nesporné, že Twitter, konkrétně jeho hashtag, byl nápomocný v získávání informací o dění v zemi během krize.

#### #neda
Uživatelé Twitteru také začali tweetovat hashtag #neda ke sdílení svých myšlenek o smrti – a následném chování médií – dívky jménem Neda Agha-Soltan, nezúčastněné divačky protestu na ulici, která byla postřelena a zabita a jejíž smrt byla zachycena na video a virálně šířena. #neda se rychle dostala na vrchol „trending topics“ („žhavých témat“) na Twitteru.

#### #HurricaneSandy
Jedním z příkladů využití hashtagu jako nástroje k shromažďování informací je katastrofa na pobřeží Severní Ameriky, kterou způsobil hurikán Sandy (2012). Hashtag umožnil lidem po celém světě sledovat aktuální situaci, pomohl lokalizovat nejhůře postižená místa a směrovat do nich pomoc a také usnadnil komunikaci mezi lidmi ze zasažených oblastí a jejich rodinami. V takových situacích dělají hashtagy z uživatelů amatérské žurnalisty, kteří je používají v příspěvcích ke sdílení novinek přímo z místa děje.

#### #MeToo
V roce 2017 se na internetu rozšířila kampaň MeToo, upozorňující na sexuální obtěžování.

#### Další hashtagy
Popularitu si hashtagy získaly také jako prostředek zábavy a pobavení. Zde je několik nejznámějších:

#### #followfriday
Celosvětově nejpoužívanějším hashtagem, který našel hojné uplatnění i v českých poměrech, je #followfriday, zkráceně #ff (také #ffcz pro české prostředí). Tento tag spustil v půlce ledna 2009 Micah Baldwin. Každý pátek tento text přidávají miliony uživatelů k doporučením, koho sledovat. Tím se lze dostat k zajímavým lidem a jejich příspěvkům, na které byste jinak těžko narazili.

#### #nowplaying
Jen o něco méně používaný je #nowplaying, zkráceně #np. Tento hashtag přidávají miliony uživatelů k písním, které právě poslouchají. Tím se lze, podobně jako v předchozím případě, dostat k zajímavým písním nebo hudebníkům. Popularitu si získal zejména v anglicky mluvících zemích. Poprvé byl použit ve spojitosti s písní Open your Heart od Lavender Diamond v roce 2007.

## Hashtag ve volební kampani
V ČR masově poprvé použila hashtag ve volební kampani ODS. Stalo se tak v rámci kampaně k předčasným parlamentním volbám v roce 2013. Hashtag #Volím_pravici upoutal pozornost. Využíval diakritiku i podtržítko, které se v hashtazích neobjevuje. ODS ho využívala i v off-line světě na billboardech. Na toto téma vznikla i spousta parodií a hashtag #volím_levici, který vznikl spontánně jako reakce.

## V populární kultuře
Během debaty o předsedovi kanadské strany v dubnu 2011 Jack Layton, tehdejší vůdce Nové demokratické strany, označil politiku konzervativního premiéra Stephena Harpera za zločinnou politiku jako „[sic] hashtag fail“ (pravděpodobně #fail).
V roce 2010 Kanye West použil termín „hashtag rap“ k popisu stylu rapu, který podle Rizoha z Houston Press používá „metaforu, pauzu a jednoslovný bodový řádek, často umístěný na konci rým“. Rapeři Nicki Minaj, Big Sean, Drake a Lil Wayne jsou připisováni popularizaci hashtag rapu, zatímco styl byl kritizován Ludacrisem, The Lonely Island a různými hudebními autory.